# Celsinus
Celsinus war ein antiker römischer Toreut (Metallbildner), der im letzten Drittel des 1. Jahrhunderts in Gallien tätig war.
Celsinus ist heute nur noch aufgrund von vier Signaturstempeln auf Bronzekasserollen bekannt. Mit gesicherten Fundorten in Frankreich, Schweden und Schottland weisen die Stücke eine weite Streuung auf. Bei den Stücken handelt es sich um:
1. Bronzekasserolle; Fundort unbekannt; aus der Pariser Sammlung Bernard.[1]
2. Bronzekasserolle; gefunden am Zusammenfluss der Saône und der Doubs, Frankreich; heute im Musée d’Archéologie Nationale im Schloss von Saint-Germain-en-Laye.[2]
3. Bronzekasserolle; gefunden in East Lothian, Schottland; heute im National Museum of Antiquities of Scotland in Edinburgh.[3]
4. Bronzekasserolle; gefunden in Gullarfve, Väte, Schweden; heute im Staatliches historisches Museum in Stockholm.[4]

## Einzelbelege
1. ↑  Richard Petrovszky: Studien zu römischen Bronzegefäßen mit Meisterstempeln. Leidorf, Buch am Erlbach 1993, S. 218, Nr. C.11.01.
2. ↑  Inventarnummer 34.102; Richard Petrovszky: Studien zu römischen Bronzegefäßen mit Meisterstempeln. Leidorf, Buch am Erlbach 1993, S. 218, Nr. C.11.02; CIL 13, 10027,60s.
3. ↑  Inventarnummer FT 38; Richard Petrovszky: Studien zu römischen Bronzegefäßen mit Meisterstempeln. Leidorf, Buch am Erlbach 1993, S. 219, Nr. C.11.03.
4. ↑  Inventarnummer 10–204; Richard Petrovszky: Studien zu römischen Bronzegefäßen mit Meisterstempeln. Leidorf, Buch am Erlbach 1993, S. 219, Nr. C.11.04.

| Personendaten    | Personendaten                              |
| ---------------- | ------------------------------------------ |
| NAME             | Celsinus                                   |
| KURZBESCHREIBUNG | antiker römischer Toreut                   |
| GEBURTSDATUM     | 1. Jahrhundert v. Chr. oder 1. Jahrhundert |
| STERBEDATUM      | 1. Jahrhundert oder 2. Jahrhundert         |